# A Claymore fejezeteinek listája
Ez a lista Jagi Norihiro Claymore című mangasorozatának fejezeteit mutatja be. A manga egyes fejezetei a Shueisha által kiadott Gekkan Sónen Jump (angol nyelvterületen gyakran Monthly Shōnen Jump) című magazinban jelennek meg havi rendszerességgel. A sorozat Kurea, egy Claymore (félig ember, félig joma-hibrid), és társai kalandjait követi nyomon egy olyan világban, amit ellepnek a jomának nevezett alakváltó démonok.
Az első fejezet 2001 folyamán jelent meg a Gekkan Sónen Jumpban, de a magazin megszűnése miatt a sorozatnak a Súkan Sónen Jumpban (angol nyelvterületen gyakran Weekly Shōnen Jump) biztosított helyet a kiadó. A váltás a fejezetek havi megjelenését nem befolyásolta. A manga jelenleg a Jump Square magazinban jelenik meg, mely a Súkan Sónen Jumpot váltotta fel. Japánban összesen 80 fejezet jelent meg a mangából, melynek animeadaptációját 2006 októberében jelentették be a Gekkan Sónen Jumpban. Az anime első epizódját 2007. április 4-én, az utolsót szeptember 25-én sugározta a Nippon TV.
A Viz Media 2006. július 18-án jelentette be a manga angol nyelvű megjelentetését Észak-Amerikában a 2006-os Comic-Con Internationalen. Az angol kiadás első fejezete 2006. április 11-én jelent meg az Egyesült Államokban megjelenő Shonen Jump magazinban.
Japánban a manga tizennégy tankóbon-kötetben jelent meg; az első 2002. január 5-én, a tizennegyedik 2008. május 2-án. Minden tankóbon kötet a manga hat fejezetét tartalmazza, kivéve az elsőt, mely csak négy, és a másodikat, mely csak öt fejezetet tartalmaz. A Viz Media ezidáig tizenhárom angol nyelvű kötetet jelentetett meg, melynek utolsó darabja 2008. november 4-én került forgalomba.

## Japán és angol nyelvű tankóbon kötetek
<tr">
| # | Shueisha kiadás (japán) | Shueisha kiadás (japán) | Viz Media kiadás (angol) | Viz Media kiadás (angol) |
| # | Megjelenés | ISBN | Megjelenés | ISBN |
| --- | --- | --- | --- | --- |
| Gingan no Dzanszacusa (銀眼の惨殺者) Silver-eyed Slayer | | | | |
| 1 | 2002. január 5. | ISBN 4-08-873220-0 | 2006. április 4. | ISBN 1-4215-0618-1 |
| Fejezetek: - 001. Gingan no Dzanszacusa (銀眼の惨殺者) - 002. Tenkú no Cume (天空の爪) - 003. Madzso no Kioku (魔女の記憶) - 004. Kuro no So (黒の書) | Fejezetek: - 001. Gingan no Dzanszacusa (銀眼の惨殺者) - 002. Tenkú no Cume (天空の爪) - 003. Madzso no Kioku (魔女の記憶) - 004. Kuro no So (黒の書) | Fejezetek: - 001. Gingan no Dzanszacusa (銀眼の惨殺者) - 002. Tenkú no Cume (天空の爪) - 003. Madzso no Kioku (魔女の記憶) - 004. Kuro no So (黒の書) | Fejezetek: - 001. Silver-eyed Slayer - 002. Claws in the Sky - 003. Memory of a Witch - 004. The Black Card | Fejezetek: - 001. Silver-eyed Slayer - 002. Claws in the Sky - 003. Memory of a Witch - 004. The Black Card |
| Mahoroba no Jami (まほろばの闇) Darkness in Paradise | | | | |
| 2 | 2002. május 1. | ISBN 4-08-873266-9 | 2006. június 6. | ISBN 1-4215-0619-X |
| Fejezetek: - 005. Mahoroba no Jami I (まほろばの闇 Ⅰ) - 006. Mahoroba no Jami II (まほろばの闇 Ⅱ) - 007. Mahoroba no Jami III (まほろばの闇 Ⅲ) - 008. Mahoroba no Jami V (まほろばの闇 Ⅳ) - 009. Mahoroba no Jami VI (まほろばの闇 Ⅴ) | Fejezetek: - 005. Mahoroba no Jami I (まほろばの闇 Ⅰ) - 006. Mahoroba no Jami II (まほろばの闇 Ⅱ) - 007. Mahoroba no Jami III (まほろばの闇 Ⅲ) - 008. Mahoroba no Jami V (まほろばの闇 Ⅳ) - 009. Mahoroba no Jami VI (まほろばの闇 Ⅴ)                                                               | Fejezetek: - 005. Mahoroba no Jami I (まほろばの闇 Ⅰ) - 006. Mahoroba no Jami II (まほろばの闇 Ⅱ) - 007. Mahoroba no Jami III (まほろばの闇 Ⅲ) - 008. Mahoroba no Jami V (まほろばの闇 Ⅳ) - 009. Mahoroba no Jami VI (まほろばの闇 Ⅴ)                                                               | Fejezetek: - 005. Darkness in Paradise, Part 1 - 006. Darkness in Paradise, Part 2 - 007. Darkness in Paradise, Part 3 - 008. Darkness in Paradise, Part 4 - 009. Darkness in Paradise, Part 5                                                                       | Fejezetek: - 005. Darkness in Paradise, Part 1 - 006. Darkness in Paradise, Part 2 - 007. Darkness in Paradise, Part 3 - 008. Darkness in Paradise, Part 4 - 009. Darkness in Paradise, Part 5                                                                       |
| Bisó no Teresza (微笑のテレサ) Teresa of the Faint Smile | | | | |
| 3 | 2002. november 1. | ISBN 4-08-873343-6 | 2006. augusztus 1. | ISBN 1-4215-0620-3 |
| Fejezetek: - 010. Mahoroba no Jami VI (まほろばの闇 Ⅵ) - 011. Mahoroba no Yami VII (まほろばの闇 Ⅶ) - 012. Bishō no Teresa I (微笑のテレサ Ⅰ) - 013. Bishō no Teresa II (微笑のテレサ Ⅱ) - 014. Bishō no Teresa III (微笑のテレサ Ⅲ) - 015. Bishō no Teresa VI (微笑のテレサ Ⅳ) | Fejezetek: - 010. Mahoroba no Jami VI (まほろばの闇 Ⅵ) - 011. Mahoroba no Yami VII (まほろばの闇 Ⅶ) - 012. Bishō no Teresa I (微笑のテレサ Ⅰ) - 013. Bishō no Teresa II (微笑のテレサ Ⅱ) - 014. Bishō no Teresa III (微笑のテレサ Ⅲ) - 015. Bishō no Teresa VI (微笑のテレサ Ⅳ)                     | Fejezetek: - 010. Mahoroba no Jami VI (まほろばの闇 Ⅵ) - 011. Mahoroba no Yami VII (まほろばの闇 Ⅶ) - 012. Bishō no Teresa I (微笑のテレサ Ⅰ) - 013. Bishō no Teresa II (微笑のテレサ Ⅱ) - 014. Bishō no Teresa III (微笑のテレサ Ⅲ) - 015. Bishō no Teresa VI (微笑のテレサ Ⅳ)                     | Fejezetek: - 010. Darkness in Paradise, Part 6 - 011. Darkness in Paradise, Part 7 - 012. Teresa of the Faint Smile, Part 1 - 013. Teresa of the Faint Smile, Part 2 - 014. Teresa of the Faint Smile, Part 3 - 015. Teresa of the Faint Smile, Part 4               | Fejezetek: - 010. Darkness in Paradise, Part 6 - 011. Darkness in Paradise, Part 7 - 012. Teresa of the Faint Smile, Part 1 - 013. Teresa of the Faint Smile, Part 2 - 014. Teresa of the Faint Smile, Part 3 - 015. Teresa of the Faint Smile, Part 4               |
| Sisa no Rakuin (死者の烙印) Marked for Death | | | | |
| 4 | 2003. május 1. | ISBN 4-08-873426-2 | 2006. október 3. | ISBN 1-4215-0621-1 |
| Fejezetek: - 016. Bishō no Teresa V (微笑のテレサ Ⅴ) - 017. Bishō no Teresa VI (微笑のテレサ Ⅵ) - 018. Sisa no Rakuin I (死者の烙印 Ⅰ) - 019. Sisa no Rakuin II (死者の烙印 Ⅱ) - 020. Sisa no Rakuin III (死者の烙印 Ⅲ) - 021. Sisa no Rakuin VI (死者の烙印 Ⅳ) | Fejezetek: - 016. Bishō no Teresa V (微笑のテレサ Ⅴ) - 017. Bishō no Teresa VI (微笑のテレサ Ⅵ) - 018. Sisa no Rakuin I (死者の烙印 Ⅰ) - 019. Sisa no Rakuin II (死者の烙印 Ⅱ) - 020. Sisa no Rakuin III (死者の烙印 Ⅲ) - 021. Sisa no Rakuin VI (死者の烙印 Ⅳ)                                     | Fejezetek: - 016. Bishō no Teresa V (微笑のテレサ Ⅴ) - 017. Bishō no Teresa VI (微笑のテレサ Ⅵ) - 018. Sisa no Rakuin I (死者の烙印 Ⅰ) - 019. Sisa no Rakuin II (死者の烙印 Ⅱ) - 020. Sisa no Rakuin III (死者の烙印 Ⅲ) - 021. Sisa no Rakuin VI (死者の烙印 Ⅳ)                                     | Fejezetek: - 016. Teresa of the Faint Smile, Part 5 - 017. Teresa of the Faint Smile, Part 6 - 018. Marked for Death, Part 1 - 019. Marked for Death, Part 2 - 020. Marked for Death, Part 3 - 021. Marked for Death, Part 4                                         | Fejezetek: - 016. Teresa of the Faint Smile, Part 5 - 017. Teresa of the Faint Smile, Part 6 - 018. Marked for Death, Part 1 - 019. Marked for Death, Part 2 - 020. Marked for Death, Part 3 - 021. Marked for Death, Part 4                                         |
| Kiriszakumono-tacsi (斬り裂く者たち) The Slashers | | | | |
| 5 | 2003. november 4. | ISBN 4-08-873529-3 | 2006. december 5. | ISBN 1-4215-0622-X |
| Fejezetek: - 022. Sisa no Rakuin V (死者の烙印 Ⅴ) - 023. Sisa no Rakuin VI (死者の烙印 Ⅵ) - 024. Sisa no Rakuin VII (死者の烙印 Ⅶ) - 025. Kiriszakumono-tacsi I (斬り裂く者たち Ⅰ) - 026. Kiriszakumono-tacsi II (斬り裂く者たち Ⅱ) - 027. Kiriszakumono-tacsi II (斬り裂く者たち Ⅲ) | Fejezetek: - 022. Sisa no Rakuin V (死者の烙印 Ⅴ) - 023. Sisa no Rakuin VI (死者の烙印 Ⅵ) - 024. Sisa no Rakuin VII (死者の烙印 Ⅶ) - 025. Kiriszakumono-tacsi I (斬り裂く者たち Ⅰ) - 026. Kiriszakumono-tacsi II (斬り裂く者たち Ⅱ) - 027. Kiriszakumono-tacsi II (斬り裂く者たち Ⅲ)                | Fejezetek: - 022. Sisa no Rakuin V (死者の烙印 Ⅴ) - 023. Sisa no Rakuin VI (死者の烙印 Ⅵ) - 024. Sisa no Rakuin VII (死者の烙印 Ⅶ) - 025. Kiriszakumono-tacsi I (斬り裂く者たち Ⅰ) - 026. Kiriszakumono-tacsi II (斬り裂く者たち Ⅱ) - 027. Kiriszakumono-tacsi II (斬り裂く者たち Ⅲ)                | Fejezetek: - 022. Marked for Death, Part 5 - 023. Marked for Death, Part 6 - 024. Marked for Death, Part 7 - 025. The Slashers, Part 1 - 026. The Slashers, Part 2 - 027. The Slashers, Part 3                                                                       | Fejezetek: - 022. Marked for Death, Part 5 - 023. Marked for Death, Part 6 - 024. Marked for Death, Part 7 - 025. The Slashers, Part 1 - 026. The Slashers, Part 2 - 027. The Slashers, Part 3                                                                       |
| Hate-naki Bohjó (果てなき墓標) The Endless Gravestones | | | | |
| 6 | 2004. április 30. | ISBN 4-08-873603-6 | 2007. február 6. | ISBN 1-4215-1048-0 |
| Fejezetek: - 028. Kiriszakumono-tacsi IV (斬り裂く者たち Ⅳ) - 029. Kiriszakumono-tacsi V (斬り裂く者たち Ⅴ) - 030. Kiriszakumono-tacsi VI (斬り裂く者たち Ⅵ) - 031. Hate-naki Bohjó I (果てなき墓標 Ⅰ) - 032. Hate-naki Bohjó II (果てなき墓標 Ⅱ) - 033. Hate-naki Bohjó III (果てなき墓標 Ⅲ) | Fejezetek: - 028. Kiriszakumono-tacsi IV (斬り裂く者たち Ⅳ) - 029. Kiriszakumono-tacsi V (斬り裂く者たち Ⅴ) - 030. Kiriszakumono-tacsi VI (斬り裂く者たち Ⅵ) - 031. Hate-naki Bohjó I (果てなき墓標 Ⅰ) - 032. Hate-naki Bohjó II (果てなき墓標 Ⅱ) - 033. Hate-naki Bohjó III (果てなき墓標 Ⅲ)       | Fejezetek: - 028. Kiriszakumono-tacsi IV (斬り裂く者たち Ⅳ) - 029. Kiriszakumono-tacsi V (斬り裂く者たち Ⅴ) - 030. Kiriszakumono-tacsi VI (斬り裂く者たち Ⅵ) - 031. Hate-naki Bohjó I (果てなき墓標 Ⅰ) - 032. Hate-naki Bohjó II (果てなき墓標 Ⅱ) - 033. Hate-naki Bohjó III (果てなき墓標 Ⅲ)       | Fejezetek: - 028. The Slashers, Part 4 - 029. The Slashers, Part 5 - 030. The Slashers, Part 6 - 031. The Endless Gravestones, Part 1 - 032. The Endless Gravestones, Part 2 - 033. The Endless Gravestones, Part 3                                                  | Fejezetek: - 028. The Slashers, Part 4 - 029. The Slashers, Part 5 - 030. The Slashers, Part 6 - 031. The Endless Gravestones, Part 1 - 032. The Endless Gravestones, Part 2 - 033. The Endless Gravestones, Part 3                                                  |
| Tatakau Sikaku (闘う資格) Fit for Battle | | | | |
| 7 | 2004. november 4. | ISBN 4-08-873675-3 | 2007. április 3. | ISBN 1-4215-1049-9 |
| Fejezetek: - 034. Hate-naki Bohjó IV (果てなき墓標 Ⅳ) - 035. Hate-naki Bohjó V (果てなき墓標 Ⅴ) - 036. Hate-naki Bohjó VI (果てなき墓標 Ⅵ) - 037. Tatakau Sikaku I (闘う資格 Ⅰ) - 038. Tatakau Sikaku II (闘う資格 Ⅱ) - 039. Tatakau Sikaku III (闘う資格 Ⅲ) | Fejezetek: - 034. Hate-naki Bohjó IV (果てなき墓標 Ⅳ) - 035. Hate-naki Bohjó V (果てなき墓標 Ⅴ) - 036. Hate-naki Bohjó VI (果てなき墓標 Ⅵ) - 037. Tatakau Sikaku I (闘う資格 Ⅰ) - 038. Tatakau Sikaku II (闘う資格 Ⅱ) - 039. Tatakau Sikaku III (闘う資格 Ⅲ)                                        | Fejezetek: - 034. Hate-naki Bohjó IV (果てなき墓標 Ⅳ) - 035. Hate-naki Bohjó V (果てなき墓標 Ⅴ) - 036. Hate-naki Bohjó VI (果てなき墓標 Ⅵ) - 037. Tatakau Sikaku I (闘う資格 Ⅰ) - 038. Tatakau Sikaku II (闘う資格 Ⅱ) - 039. Tatakau Sikaku III (闘う資格 Ⅲ)                                        | Fejezetek: - 034. The Endless Gravestones, Part 4 - 035. The Endless Gravestones, Part 5 - 036. The Endless Gravestones, Part 6 - 037. Fit for Battle, Part 1 - 038. Fit for Battle, Part 2 - 039. Fit for Battle, Part 3                                            | Fejezetek: - 034. The Endless Gravestones, Part 4 - 035. The Endless Gravestones, Part 5 - 036. The Endless Gravestones, Part 6 - 037. Fit for Battle, Part 1 - 038. Fit for Battle, Part 2 - 039. Fit for Battle, Part 3                                            |
| Madzso no Agito (魔女の顎門) The Witch’s Maw | | | | |
| 8 | 2005. április 28. | ISBN 4-08-873814-4 | 2007. június 5. | ISBN 1-4215-1050-2 |
| Fejezetek: - 040. Tatakau Sikaku IV (闘う資格 Ⅳ) - 041. Madzso no Agito I (魔女の顎門 Ⅰ) - 042. Madzso no Agito II (魔女の顎門 Ⅱ) - 043. Madzso no Agito III (魔女の顎門 Ⅲ) - 044. Madzso no Agito VI (魔女の顎門 Ⅳ) - 045. Madzso no Agito V (魔女の顎門 Ⅴ) | Fejezetek: - 040. Tatakau Sikaku IV (闘う資格 Ⅳ) - 041. Madzso no Agito I (魔女の顎門 Ⅰ) - 042. Madzso no Agito II (魔女の顎門 Ⅱ) - 043. Madzso no Agito III (魔女の顎門 Ⅲ) - 044. Madzso no Agito VI (魔女の顎門 Ⅳ) - 045. Madzso no Agito V (魔女の顎門 Ⅴ)                                        | Fejezetek: - 040. Tatakau Sikaku IV (闘う資格 Ⅳ) - 041. Madzso no Agito I (魔女の顎門 Ⅰ) - 042. Madzso no Agito II (魔女の顎門 Ⅱ) - 043. Madzso no Agito III (魔女の顎門 Ⅲ) - 044. Madzso no Agito VI (魔女の顎門 Ⅳ) - 045. Madzso no Agito V (魔女の顎門 Ⅴ)                                        | Fejezetek: - 040. Fit for Battle, Part 4 - 041. The Witch’s Maw, Part 1 - 042. The Witch’s Maw, Part 2 - 043. The Witch’s Maw, Part 3 - 044. The Witch’s Maw, Part 4 - 045. The Witch’s Maw, Part 3                                                                  | Fejezetek: - 040. Fit for Battle, Part 4 - 041. The Witch’s Maw, Part 1 - 042. The Witch’s Maw, Part 2 - 043. The Witch’s Maw, Part 3 - 044. The Witch’s Maw, Part 4 - 045. The Witch’s Maw, Part 3                                                                  |
| Fukaki Fucsi no Rengoku (深き淵の煉獄) The Deep Abyss of Purgatory | | | | |
| 9 | 2005. november 4. | ISBN 4-08-873878-0 | 2007. augusztus 7. | ISBN 1-4215-1051-0 |
| Fejezetek: - 046. Fukaki Fucsi no Rengoku I (深き淵の煉獄 Ⅰ) - 047. Fukaki Fucsi no Rengoku II (深き淵の煉獄 Ⅱ) - 048. Fukaki Fucsi no Rengoku III (深き淵の煉獄 Ⅲ) - 049. Fukaki Fucsi no Rengoku VI (深き淵の煉獄 Ⅳ) - 050. Kita no Szenran I (北の戦乱 Ⅰ) - 051. Kita no Szenran II (北の戦乱 Ⅱ) | Fejezetek: - 046. Fukaki Fucsi no Rengoku I (深き淵の煉獄 Ⅰ) - 047. Fukaki Fucsi no Rengoku II (深き淵の煉獄 Ⅱ) - 048. Fukaki Fucsi no Rengoku III (深き淵の煉獄 Ⅲ) - 049. Fukaki Fucsi no Rengoku VI (深き淵の煉獄 Ⅳ) - 050. Kita no Szenran I (北の戦乱 Ⅰ) - 051. Kita no Szenran II (北の戦乱 Ⅱ) | Fejezetek: - 046. Fukaki Fucsi no Rengoku I (深き淵の煉獄 Ⅰ) - 047. Fukaki Fucsi no Rengoku II (深き淵の煉獄 Ⅱ) - 048. Fukaki Fucsi no Rengoku III (深き淵の煉獄 Ⅲ) - 049. Fukaki Fucsi no Rengoku VI (深き淵の煉獄 Ⅳ) - 050. Kita no Szenran I (北の戦乱 Ⅰ) - 051. Kita no Szenran II (北の戦乱 Ⅱ) | Fejezetek: - 046. The Deep Abyss of Purgatory, Part 1 - 047. The Deep Abyss of Purgatory, Part 2 - 048. The Deep Abyss of Purgatory, Part 3 - 049. The Deep Abyss of Purgatory, Part 4 - 050. The Battle of the North, Part 1 - 051. The Battle of the North, Part 2 | Fejezetek: - 046. The Deep Abyss of Purgatory, Part 1 - 047. The Deep Abyss of Purgatory, Part 2 - 048. The Deep Abyss of Purgatory, Part 3 - 049. The Deep Abyss of Purgatory, Part 4 - 050. The Battle of the North, Part 1 - 051. The Battle of the North, Part 2 |
| Kita no Szenran (北の戦乱) The Battle of the North | | | | |
| 10 | 2006. május 2. | ISBN 4-08-874103-X | 2007. október 2. | ISBN 1-4215-1182-7 |
| Fejezetek: - 052. Kita no Szenran III (北の戦乱 Ⅲ) - 053. Kita no Szenran VI (北の戦乱 Ⅳ) - 054. Kita no Szenran V (北の戦乱 Ⅴ) - 055. Kita no Szenran VI (北の戦乱 Ⅵ) - 056. Kita no Szenran VII (北の戦乱 Ⅶ) - 057. Pieta sinkó I (ピエタ侵攻 Ⅰ) | Fejezetek: - 052. Kita no Szenran III (北の戦乱 Ⅲ) - 053. Kita no Szenran VI (北の戦乱 Ⅳ) - 054. Kita no Szenran V (北の戦乱 Ⅴ) - 055. Kita no Szenran VI (北の戦乱 Ⅵ) - 056. Kita no Szenran VII (北の戦乱 Ⅶ) - 057. Pieta sinkó I (ピエタ侵攻 Ⅰ)                                                  | Fejezetek: - 052. Kita no Szenran III (北の戦乱 Ⅲ) - 053. Kita no Szenran VI (北の戦乱 Ⅳ) - 054. Kita no Szenran V (北の戦乱 Ⅴ) - 055. Kita no Szenran VI (北の戦乱 Ⅵ) - 056. Kita no Szenran VII (北の戦乱 Ⅶ) - 057. Pieta sinkó I (ピエタ侵攻 Ⅰ)                                                  | Fejezetek: - 052. The Battle of the North, Part 3 - 053. The Battle of the North, Part 4 - 054. The Battle of the North, Part 5 - 055. The Battle of the North, Part 6 - 056. The Battle of the North, Part 7 - 057. The Assault on Pieta, Part 1                    | Fejezetek: - 052. The Battle of the North, Part 3 - 053. The Battle of the North, Part 4 - 054. The Battle of the North, Part 5 - 055. The Battle of the North, Part 6 - 056. The Battle of the North, Part 7 - 057. The Assault on Pieta, Part 1                    |
| Rakuen no Kecudzoku (楽園の血族) Kindred of Paradise | | | | |
| 11 | 2006. november 2. | ISBN 4-08-874281-8 | 2008. március 4. | ISBN 1-4215-1571-7 |
| Fejezetek: - 058. Pieta sinkó II (ピエタ侵攻 Ⅱ) - 059. Pieta sinkó III (ピエタ侵攻 Ⅲ) - 060. Pieta sinkó IV (ピエタ侵攻 Ⅳ) - 061. Pieta sinkó V (ピエタ侵攻 Ⅴ) - 062. Rakuen no Kecudzoku I (楽園の血族 Ⅰ) - 063. Rakuen no Kecudzoku II (楽園の血族 Ⅱ) | Fejezetek: - 058. Pieta sinkó II (ピエタ侵攻 Ⅱ) - 059. Pieta sinkó III (ピエタ侵攻 Ⅲ) - 060. Pieta sinkó IV (ピエタ侵攻 Ⅳ) - 061. Pieta sinkó V (ピエタ侵攻 Ⅴ) - 062. Rakuen no Kecudzoku I (楽園の血族 Ⅰ) - 063. Rakuen no Kecudzoku II (楽園の血族 Ⅱ)                                             | Fejezetek: - 058. Pieta sinkó II (ピエタ侵攻 Ⅱ) - 059. Pieta sinkó III (ピエタ侵攻 Ⅲ) - 060. Pieta sinkó IV (ピエタ侵攻 Ⅳ) - 061. Pieta sinkó V (ピエタ侵攻 Ⅴ) - 062. Rakuen no Kecudzoku I (楽園の血族 Ⅰ) - 063. Rakuen no Kecudzoku II (楽園の血族 Ⅱ)                                             | Fejezetek: - 058. The Assault on Pieta, Part 2 - 059. The Assault on Pieta, Part 3 - 060. The Assault on Pieta, Part 4 - 061. The Assault on Pieta, Part 5 - 062. Kindred of Paradise, Part 1 - 063. Kindred of Paradise, Part 2                                     | Fejezetek: - 058. The Assault on Pieta, Part 2 - 059. The Assault on Pieta, Part 3 - 060. The Assault on Pieta, Part 4 - 061. The Assault on Pieta, Part 5 - 062. Kindred of Paradise, Part 1 - 063. Kindred of Paradise, Part 2                                     |
| Tamasii to Tomo ni (魂と共に) The Souls of the Fallen | | | | |
| 12 | 2007. április 4. | helytelen ISBN kód: 4-08-874348-6 | 2008. július 1. | ISBN 1-4215-1936-4 |
| Fejezetek: - 064. Rakuen no Kecudzoku III (楽園の血族 Ⅲ) - 065. Tamasii to Tomo ni I (魂と共に Ⅰ) - 066. Tamasii to Tomo ni II (魂と共に Ⅱ) - 067. Tamasii to Tomo ni III (魂と共に Ⅲ) - 068. Kósi-urumono I (抗しうる者 Ⅰ) - 069. Kósi-urumono II (抗しうる者 Ⅱ) | Fejezetek: - 064. Rakuen no Kecudzoku III (楽園の血族 Ⅲ) - 065. Tamasii to Tomo ni I (魂と共に Ⅰ) - 066. Tamasii to Tomo ni II (魂と共に Ⅱ) - 067. Tamasii to Tomo ni III (魂と共に Ⅲ) - 068. Kósi-urumono I (抗しうる者 Ⅰ) - 069. Kósi-urumono II (抗しうる者 Ⅱ)                                   | Fejezetek: - 064. Rakuen no Kecudzoku III (楽園の血族 Ⅲ) - 065. Tamasii to Tomo ni I (魂と共に Ⅰ) - 066. Tamasii to Tomo ni II (魂と共に Ⅱ) - 067. Tamasii to Tomo ni III (魂と共に Ⅲ) - 068. Kósi-urumono I (抗しうる者 Ⅰ) - 069. Kósi-urumono II (抗しうる者 Ⅱ)                                   | Fejezetek: - 064. Kindred of Paradise, Part 3 - 065. The Souls of the Fallen, Part 1 - 066. The Souls of the Fallen, Part 2 - 067. The Souls of the Fallen, Part 3 - 068. The Defiant Ones, Part 1 - 069. The Defiant Ones, Part 2                                   | Fejezetek: - 064. Kindred of Paradise, Part 3 - 065. The Souls of the Fallen, Part 1 - 066. The Souls of the Fallen, Part 2 - 067. The Souls of the Fallen, Part 3 - 068. The Defiant Ones, Part 1 - 069. The Defiant Ones, Part 2                                   |
| Kósi-urumono (抗しうる者) The Defiant Ones | | | | |
| 13 | 2007. október 4. | ISBN 4-08-874430-6 | 2008. november 4. | ISBN 1-4215-2337-X |
| Fejezetek: - 070. Kósi-urumono III (抗しうる者 Ⅲ) - 071. Kósi-urumono VI (抗しうる者 Ⅳ) - 072. Kósi-urumono V (抗しうる者 Ⅴ) - 073. Oszanaki Kjódzsin I (幼き凶刃 Ⅰ) - Extra jelenet: Szensi no Kjódzsi (戦士の矜持) - Extra jelenet: Gen’ei to Kjó Szensi (幻影と凶戦士) | Fejezetek: - 070. Kósi-urumono III (抗しうる者 Ⅲ) - 071. Kósi-urumono VI (抗しうる者 Ⅳ) - 072. Kósi-urumono V (抗しうる者 Ⅴ) - 073. Oszanaki Kjódzsin I (幼き凶刃 Ⅰ) - Extra jelenet: Szensi no Kjódzsi (戦士の矜持) - Extra jelenet: Gen’ei to Kjó Szensi (幻影と凶戦士)                           | Fejezetek: - 070. Kósi-urumono III (抗しうる者 Ⅲ) - 071. Kósi-urumono VI (抗しうる者 Ⅳ) - 072. Kósi-urumono V (抗しうる者 Ⅴ) - 073. Oszanaki Kjódzsin I (幼き凶刃 Ⅰ) - Extra jelenet: Szensi no Kjódzsi (戦士の矜持) - Extra jelenet: Gen’ei to Kjó Szensi (幻影と凶戦士)                           | Fejezetek: - 070. The Defiant Ones, Part 3 - 071. The Defiant Ones, Part 4 - 072. The Defiant Ones, Part 5 - 073. A Child Weapon, Part 1 - Extra jelenet: A Warrior’s Pride - Extra jelenet: The Phantom and the Wicked Warrior                                      | Fejezetek: - 070. The Defiant Ones, Part 3 - 071. The Defiant Ones, Part 4 - 072. The Defiant Ones, Part 5 - 073. A Child Weapon, Part 1 - Extra jelenet: A Warrior’s Pride - Extra jelenet: The Phantom and the Wicked Warrior                                      |
| Oszanaki Kjódzsin (幼き凶刃) | | | | |
| 14 | 2008. május 2. | ISBN 4-08-874516-7 | 2009. március 3. | ISBN 1-4215-2668-9 |
| Fejezetek: - 074. Oszanaki Kjódzsin II (幼き凶刃 Ⅱ) eredetileg: Sukudzso no inori (淑女の祈り) - 075. Oszanaki Kjódzsin III (幼き凶刃 Ⅲ) eredetileg: Akaki ame (赤き雨) - 076. Oszanaki Kjódzsin IV (幼き凶刃 Ⅳ) eredetileg: Omovaku no hate (思惑の果て) - 077. Oszanaki Kjódzsin V (幼き凶刃 Ⅴ) eredetileg: Kjóidzon (共依存) - Extra jelenet: Kita no kaikó (北の邂逅) - Extra jelenet: Szabinaki kakugo (錆なき覚悟) | | | | |